# Шосоа Епањи
Шосоа Епањи (фр. Chaussoy-Epagny) насеље је и општина у североисточној Француској у региону Пикардија, у департману Сома која припада префектури Мондидје.
По подацима из 2011. године у општини је живело 585 становника, а густина насељености је износила 50,47 становника/km². Општина се простире на површини од 11,59 km². Налази се на средњој надморској висини од 110 метара (максималној 143 m, а минималној 52 m).

## Демографија
| 1962. | 1968. | 1975. | 1982. | 1990. | 1999. | 2011. |
| ----- | ----- | ----- | ----- | ----- | ----- | ----- |
| 368   | 378   | 382   | 521   | 587   | 622   | 585   |

График промене броја становника у току последњих година